# Cessna 305 Bird Dog

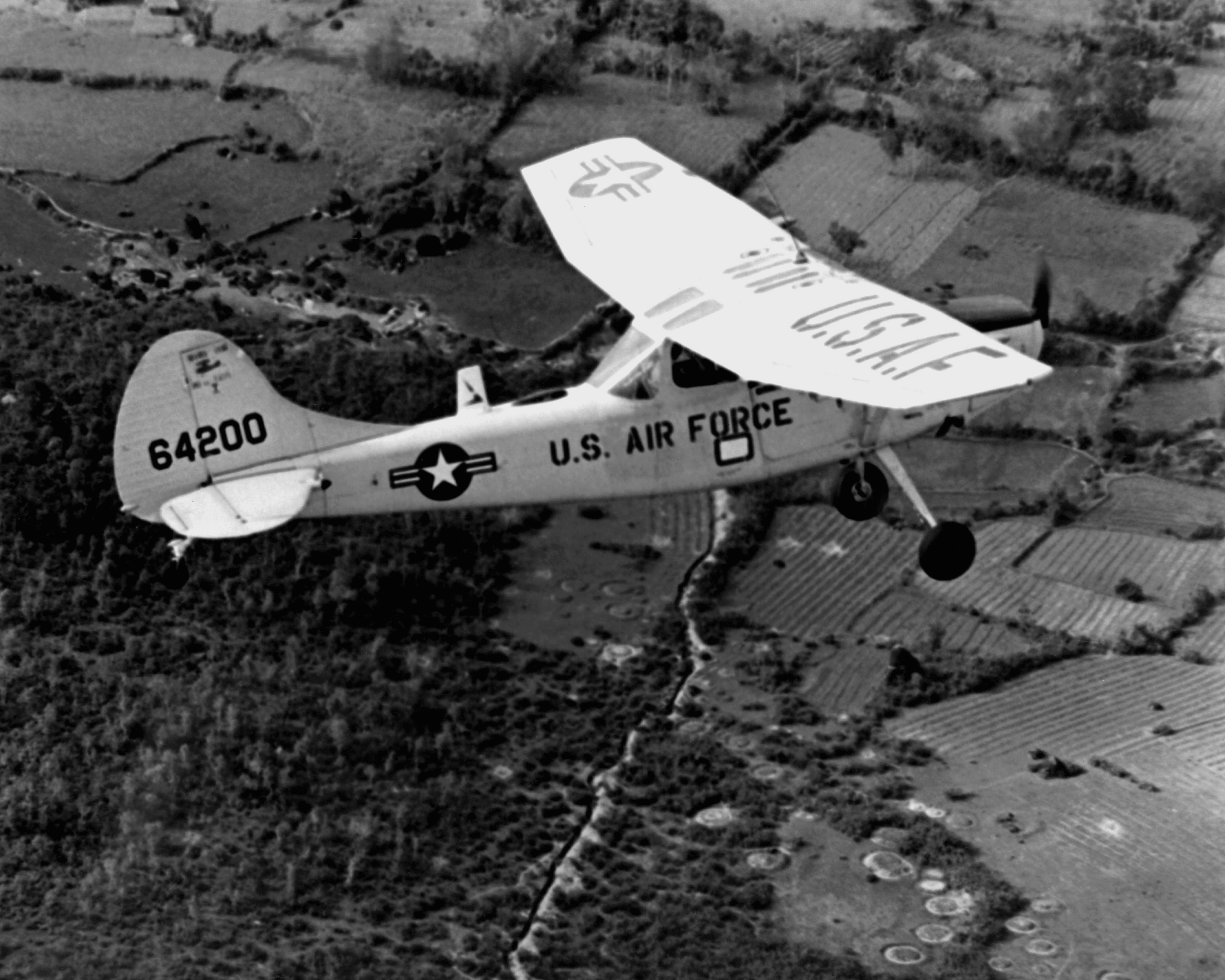

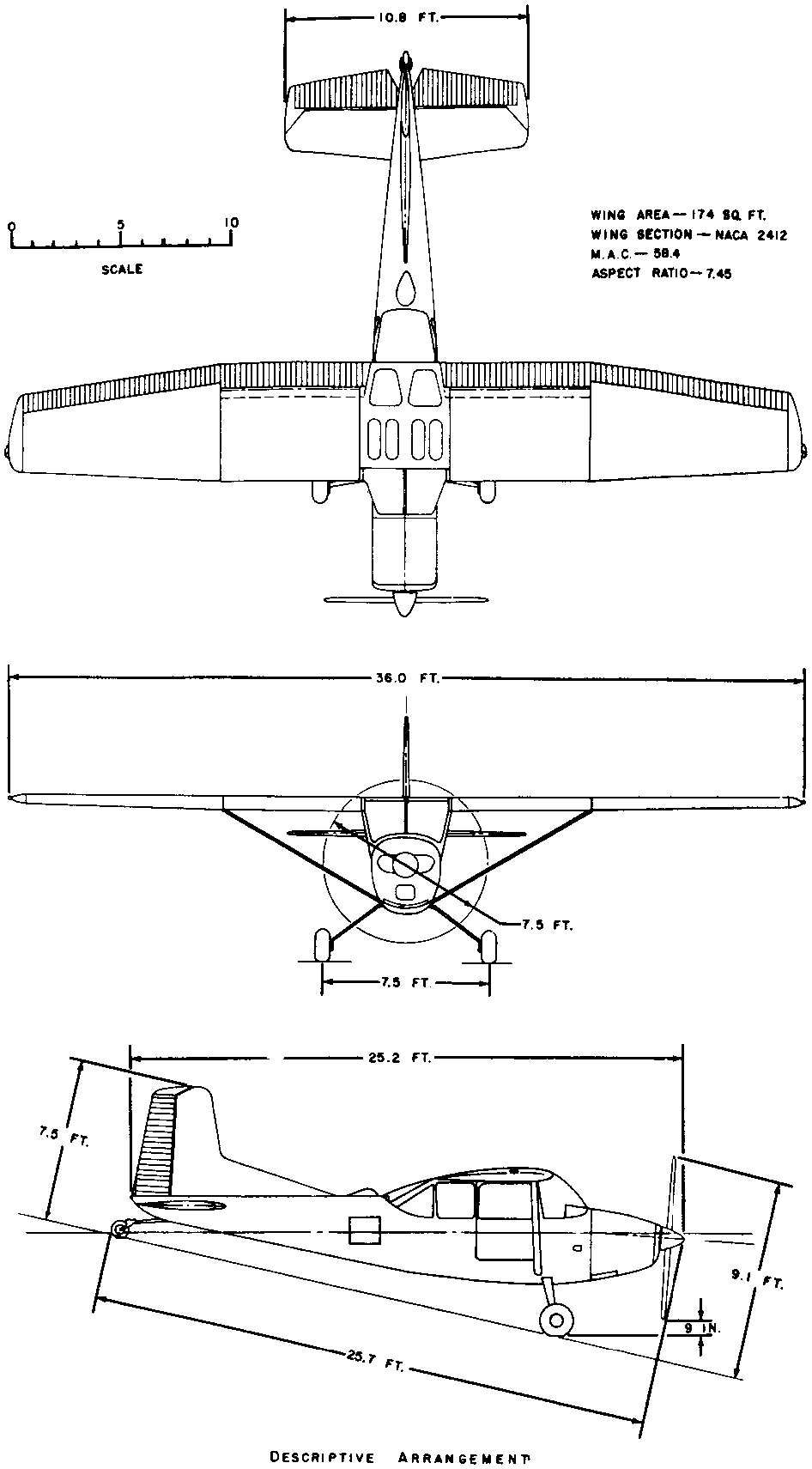
Cessna O-1C Bird Dog

Cessna 305 Bird Dog är från början tänkt som ett spaningsflygplan, maskinen är enmotorig och utrustad med ett fast landställ av sporrhjulstyp. Piloten får god sikt runt flygplanet tack vare att det är högvingat och försett med generösa fönsterytor. Det tillverkades i sammanlagt 3 431 exemplar.
Cessna 325: flygbesprutning (jordbruk), fyra exemplar tillverkad. 